# Ринкова площа (Катовиці)
Ринкова площа в Катовицях (пол. Rynek w Katowicach) — площа в центральному районі міста Катовиці, Польща. Ця ринкова площа, головна в місті, датується кінцем XIX століття. Її кілька разів перебудовували, і остання хвиля змін триває зараз. За комуністичних часів деякі з історичних будівель були знесені, щоб звільнити місце для сучасних об'єктів обслуговування. Характерною особливістю площі є мережа трамвайних колій, що перетинають площу в кількох напрямках. На території ринку є три площі: Квітковий, Театральний та Захисників Катовиць.
Там розташований Сілезький театр.
У 2010-х роках місто розпочало перепланування площі. У розумінні катовицької влади Ринок є центральним місцем і візитною карткою міста. Площа Захисників Катовиць є місцем розташування пам'ятника вересневим скаутам. На площі та на сусідніх вулицях працює точка доступу до безкоштовного бездротового інтернету. Опівдні з даху багатоквартирного будинку на перехресті вулиць Млинської та Поштової лунає катовицький горн. Автором музики є композитор-аматор з Битома Адам Бєрнацький. Звичай грати на сурмі-дзвоні має коротку традицію, він виник у 2002 році.